# Liste der Graphdatenbanken
Die Liste der Graphdatenbanken umfasst Software zur Verwaltung von Datenbanken, welche Graphen benutzen, um Informationen darzustellen und abzuspeichern.

## A
- ArangoDB – Verteilte und hochverfügbare Multi-model Graphdatenbank (Apache 2.0 Lizenz), sie unterstützt die Datenmodelle durch Key/Value-, Dokument-, Graph- und Vector-Indexe.[1]

## C
- ConedaKOR – Open-Source Graphdatenbank (AGPLv3), div. Schnittstellen (u. a. OAI-PMH-Harvester/Repository und JSON REST)[2]

## D
- DEX/Sparksee – Closed-Source Graphdatenbank, in C++ geschrieben.[3]
- Dgraph – Open-Source Graphdatenbank (Apache-Lizenz 2.0), in Go geschrieben.[4]

## G
- Grapholytic – Closed-Source Graphdatenbank, basierend auf einem Freemium Model

## H
- SAP HANA Graph – Closed-Source Entwicklungsplattform mit Graphdatenbank von SAP[5]

## I
- i-views (vormals k-infinity) – Closed-Source semantische Graphdatenbank mit graphischer Benutzeroberfläche; REST und JSON basierte, offene API[6]

## J
- JGraLab – Open-Source Graphdatenbank (GPLv3) für typisierte, attributierte, angeordnete gerichtete Graphen sowie verteilte hierarchische Hypergraphen, in Java geschrieben.[7] Ohne Weiter-Entwicklung seit August 2019.[8]

- JanusGraph – Open-Source verteilte Graphdatenbank, die auf verschiedenen big-data Infrastrukturprojekten der Apache-Stiftung aufbaut. Basiert auf Titan.[9]

## N
- Neo4j – Open-Source Graphdatenbank (GPLv3 Community Edition, AGPLv3 Advanced und Enterprise Edition), in Java geschrieben.[10]

## O
- OrientDB – Open-Source Dokumenten- und Graphdatenbank (Apache-Lizenz 2.0), in Java geschrieben.[11]

## W
- Wikibase – Open-Source Graphdatenbank, die von Wikidata verwendet wird.